# Gegants del Nou Camp
Els Gegants del Nou Camp són dos gegants vinculats al Futbol Club Barcelona anomenats Avi del Barça i Joan Gamper. El primer és un gegantó que representa un home gran aficionat, vestit de futbolista amb una pilota a la mà. El segon, gegant que representa el fundador de l'equip Joan Gamper, porta una indumentària pròpia de tot un senyor de les darreries del segle xix.
La història de la parella comença amb l'Avi del Barça, l'entranyable gegantó dissenyat per Valentí Castanys que es va poder veure per primera vegada dibuixat a la revista El Xut.
Aquesta primera figura va ser la darrera obra del mestre imatger Domènec Umbert i s'estrenà i fou batejada l'octubre del 1990. Dos anys més tard Manel Casserras i Boix en va fer una còpia de fibra de vidre, molt més lleugera, que és la que surt encara avui.
Fins a l'any 1997 l'Avi del Barça va eixir tot sol, però aquell any s'hi va afegir el gegant Joan Gamper, a proposta de Josep Maria Costa per a homenatjar el fundador del club. El va fer Jordi Grau, del Taller el Drac Petit, i s'estrenà el mes d'abril d'aquell any amb una gran trobada al Camp Nou que, amb el nom «Món Barça - Món Gegant», va aplegar gairebé mig miler de gegants i gegantons de tot el país.
Des que van néixer, els Gegants del Nou Camp participaren en les celebracions del barcelonisme i en les de la ciutat, com també en localitats de fora on els convidaven. Actualment, però, el gegant Joan Gamper no es deixa veure gaire sovint perquè pesa molt, i és l'Avi del Barça qui sol representar el barcelonisme a les festes i trobades d'arreu.